# Bausch & Lomb Championships 1989
Il  Bausch & Lomb Championships 1989 è stato un torneo di tennis giocato sulla terra verde. È stata la 10ª edizione del torneo, che fa parte della categoria Tier II nell'ambito del WTA Tour 1989. Si è giocato all'Amelia Island Plantation di Amelia Island negli USA dal 10 al 16 aprile 1989.

## Campionesse

### Singolare
Gabriela Sabatini ha battuto in finale  Steffi Graf con il punteggio di 3–6, 6–3, 7–5

### Doppio
Larisa Neiland /  Nataša Zvereva hanno battuto in finale  Martina Navrátilová /  Pam Shriver con il punteggio di 7–6, 2–6, 6–1